# White River Ute
White River Ute (Kaviawach, Hrdlička; Yampa, Yamparica), službeni kolektivni naziv za grupu šošonskih plemena, jedna od 3 glavnih iz uže skupine Ute, danas nastanjenih na rezervatu Uintah & Ouraj u Utahu. Pod ovim nazivom obuhvaćena su plemena Yampa, Grand River Ute ili Parianuche; i Akanaquint ili Green River Ute. Godine 1885. popisano ih je na rezervatu 514; 356 (1904); 298 (1910). Na rezervat su upućeni 1881. nakon što su ubili indiajnskog agenta Nathan Meekera, i nekolicinu drugih.

## Vanjske poveznice
- The Ute Trek to South Dakota in 1906 Ended in Disappointment  Arhivirana inačica izvorne stranice od 21. kolovoza 2008. (Wayback Machine)